# Stare Mierzwice
Stare Mierzwice – wieś sołecka w Polsce położona w województwie mazowieckim, w powiecie łosickim, w gminie Sarnaki. Leży nad Bugiem.
| SIMC    | Nazwa           | Rodzaj      |
| ------- | --------------- | ----------- |
| 0019130 | Stare Mierzwice | osada leśna |
| 0019146 | Stare Mierzwice | osada leśna |

W latach 1975–1998 miejscowość administracyjnie należała do województwa bialskopodlaskiego.

## Historia
Miejscowość, niegdyś zwana Mierzwiną, a jeszcze wcześniej Mierwicą, została wymieniona w Regestrze popisu zamku mielnickiego w 1545. Wieś miała 48 dymów, czyli domostw. Przy pomiarze włócznej skomasowano rozproszone osadnictwo tworząc regularne wsie ulicówki. Według pomiary włócznej z 1545 Mierzwice będące królewszczyzną (własność królewska) posiadały 26 włók (436 ha), a 1570 już 40 włók (672 ha).
W wykazie miejscowości w ziemi mielnickiej z 1674 Mierzwice figurują jako własność szlachecka starosty drohickiego Zbigniewa Ossolińskiego.  W 1792 król Stanisław August Poniatowski nadał ją w dożywotne posiadanie pułkownikowi Byszewskiemu, a po jego śmierci w tym samym roku – wojewodzie podlaskiemu Tomaszowi Aleksandrowiczowi. Później wieś i folwark stały się własnością rządową.
W 1827 wieś liczyła 43 dymy i 224 mieszkańców, a w latach 80. 46 dymów i 430 mieszkańców. W 1849 przeprowadzono regulację (urządzanie) poprzedzające oczynszowanie w dobrach rządowych. Z wydzielonych gruntów w stronę Sarnak utworzono nową wieś Nowe Mierzwice.
We wsi zachowało się kilkanaście drewnianych chat z przełomu XIX i XX w., a także budynki gospodarcze (obory i spichlerzyki), kuźnia z 1910 i murowana kapliczka z rzeźbą św. Jana Nepomucena z początku XX w..
Od 1918 na terenie Mierzwic Starych działała tajna grupa Polskiej Organizacji Wojskowej (POW). Początkowo placówka wchodziła w skład obwodu nr 6 (Sarnaki) Podokręgu IX A, a następnie, od października 1918 podlegała III Okręgowi POW z siedzibą w Siedlcach. Prace organizacyjne, które zainspirowały powstanie lokalnej POW, prowadził na terenie Mierzwic Wiktor Tomir Drymmer, pod pseudonimem „Zygmunt Oyrzanowski”. Pomysłodawcą powstania koła na bazie działań Drymmera był Bronisław Kordaczuk, a komendantem Ludwik Daniluk. Główną bazą grupy był dom Ludwika Daniluka w Mierzwicach Starych. Przykrywką dla politycznej działalności koła został, stworzony przez Drymmera w Mierzwicach Starych, amatorski teatr wiejski. Teatr grał głównie jednoaktówki patriotyczne, m.in. z okresu  Powstania Kościuszkowskiego, zyskując niemały rozgłos wśród okolicznej ludności oraz lokalnej żandarmerii, która, słusznie dopatrując się politycznej motywacji grupy, wszczęła w jej sprawie dochodzenie. Po mobilizacji POW in przemianowaniu jej na Wojsko Polskie w listopadzie 1918, członkowie POW z Mierzwic Starych zasilili głównie szeregi 22. Pułku piechoty (pp) w Siedlcach i 34pp w Białej Podlaskiej.

## Religia
Wierni Kościoła rzymskokatolickiego należą do parafii św. Stanisława Biskupa i Męczennika w Sarnakach.